# Nikša Dobud

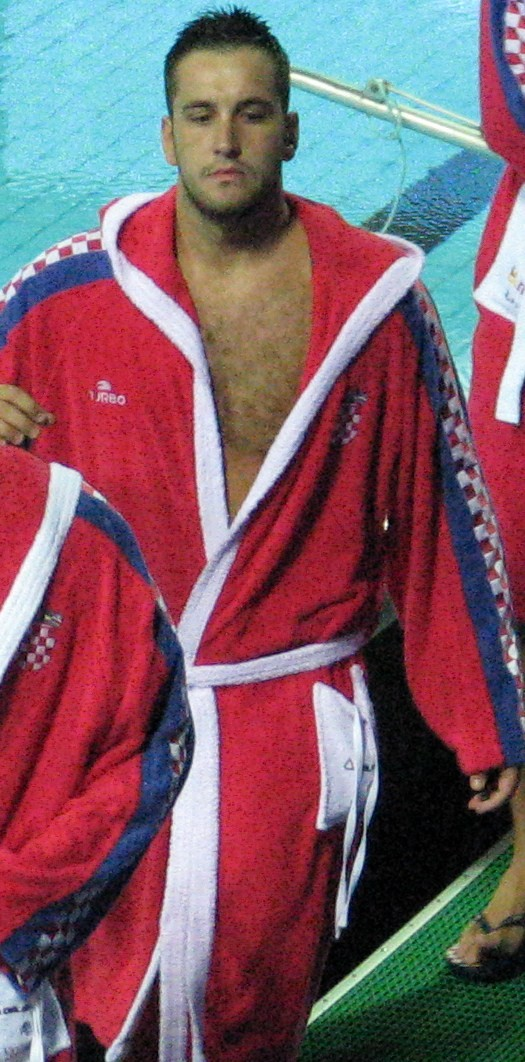
Nikša Dobud (2010)

Nikša Dobud (* 5. August 1985 in Dubrovnik) ist ein ehemaliger kroatischer Wasserballspieler. Er war mit der kroatischen Nationalmannschaft Olympiasieger 2012. Bei Weltmeisterschaften war er 2009, 2011 und 2013 Dritter. Dobud gewann einmal Gold bei Europameisterschaften und einmal Gold bei Mittelmeerspielen.

## Sportliche Karriere
Der 1,99 Meter große Center war von 2006 bis 2015 Nationalspieler. 2009 bei der Weltmeisterschaft in Rom unterlagen die Kroaten im Halbfinale den Serben, wobei Dobud in diesem Spiel zwei Tore erzielte. Im Spiel um den dritten Platz besiegten die Kroaten die Mannschaft aus den Vereinigten Staaten mit 8:6. Im Jahr darauf war Kroatien Gastgeber der Europameisterschaft 2010. Die kroatische Mannschaft bezwang im Halbfinale die spanische Mannschaft mit 10:9, im Finale siegte sie mit 7:3 gegen die Italiener. Bei der Weltmeisterschaft 2011 in Shanghai unterlagen die Kroaten im Halbfinale den Italienern mit 8:9. Das Spiel um den dritten Platz gewannen die Kroaten mit 12:11 gegen die Ungarn. 2012 gewannen die Kroaten alle fünf Spiele ihrer Vorrundengruppe bei den Olympischen Spielen in London. Nach einem 8:2 im Viertelfinale gegen das US-Team und einem 7:5 gegen Montenegro im Halbfinale trafen die Kroaten im Finale auf die italienische Mannschaft und gewannen mit 8:6. Dobud warf seine 12 Turniertore alle in der Vorrunde.
Ende Juni 2013 fanden die Mittelmeerspiele 2013 im türkischen Mersin statt, bei denen die kroatische Mannschaft gewann. Einen Monat später bei der Weltmeisterschaft in Barcelona unterlagen die Kroaten im Halbfinale der ungarischen Mannschaft. Das Spiel um den dritten Platz gewannen die Kroaten mit 10:8 gegen die Italiener. Nikša Dobud warf im Turnierverlauf elf Tore, nur im Viertelfinale gegen Australien ging er leer aus. 2014 belegten die Kroaten den fünften Platz bei der Europameisterschaft in Budapest. Dobud warf insgesamt vier Tore.
Auf Vereinsebene war Nikša Dobud seit Jugendtagen bis 2015 bei VK Jug Dubrovnik, mit dem er zehn kroatische Meistertitel gewann. Danach war Dobud vier Jahre wegen Verweigerung eines Dopingtests gesperrt und durfte erst nach dem 12. April 2019 wieder spielen. 2019 wurde er mit Pro Recco italienischer Meister.